# لست سیتی (اکلاهما)
لست سیتی(به انگلیسی: Lost City) شهری در ایالت اکلاهما کشور ایالات متحده آمریکا است که جمعیت آن در سرشماری سال ۲۰۱۰ میلادی، ۷۷۰ نفر بوده‌است.